# Tryonocryptus amicus
Tryonocryptus amicus är en stekelart som beskrevs av Ian D. Gauld och Holloway 1983. Tryonocryptus amicus ingår i släktet Tryonocryptus och familjen brokparasitsteklar. Inga underarter finns listade i Catalogue of Life.